# Giuseppe Pisani

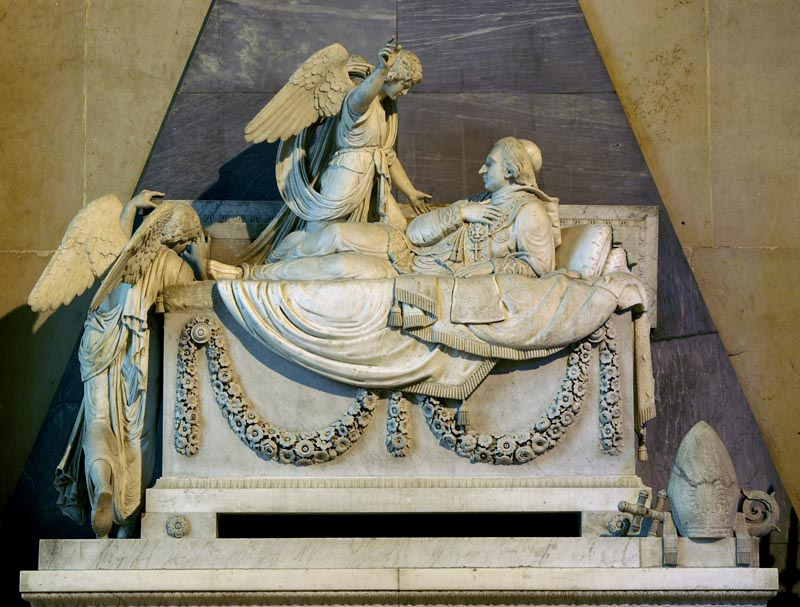
Grabmal für Erzbischof Karl Ambrosius von Österreich-Este, 1826

Giuseppe Pisani (* 1757 in Carrara; † 27. Dezember 1839 in Modena) war ein italienischer Bildhauer.

## Leben
Pisani studierte an der Accademia delle Arti del Disegno in Florenz, danach war er hauptsächlich in Rom tätig. Er übersiedelte nach Wien und wurde für das Haus Este tätig, wo ihn Erzherzog Franz zum Hofbildhauer ernannte. 1814 wurde er zum Primo scultore ernannt, 1821 war er Direktor der Akademie in Modena, wo er 1839 verstarb.
In seiner Wiener Zeit schuf er zwei Porträtbüsten, welche heute im Wiener Heeresgeschichtlichen Museum aufbewahrt werden.

## Werke (Auszug)
- Grabmal für Ercole III. d’Este, Herzog von Modena, 1808, Kathedrale von Modena
- Porträtbüste Kaiser Franz I. von Österreich, vor 1814, Carrara-Marmor, 57 × 20 × 22 cm, Heeresgeschichtliches Museum, Wien
- Porträtbüste Erzherzog Karl von Österreich-Teschen, vor 1814, Carrara-Marmor, 49 × 18,5 × 21 cm, Heeresgeschichtliches Museum, Wien
- Grabmal für Karl Ambrosius von Österreich-Este, Erzbischof von Gran, 1826, Dom zu Gran
- Porträtbüste Franz IV., Herzog von Modena, Akademie in Modena